# قصاب‌کتی
قصاب کتی، روستایی است از توابع بخش مرکزی شهرستان محمودآباد در استان مازندران ایران.

## جمعیت
این روستا در دهستان اهلمرستاق جنوبی قرار دارد و براساس سرشماری مرکز آمار ایران در سال ۱۳۸۵، جمعیت آن ۷۲۵ نفر (۱۶۹خانوار) بوده‌است.